# Шпитта, Фридрих
Фридрих Шпитта (11 января 1852, Виттинген, Ганновер — 7 июня 1924, Гёттинген) — германский протестантский богослов, преподаватель, духовный писатель. Был сыном духовного поэта Карла Филиппа Шпитты и братом музыковеда Филиппа Шпитты.

## Биография
Получил богословское образование в университетах Гёттингена и Эрлангена. В 1879 году был рукоположён в пасторы, спустя два года получил приход в Верхнем Касселе и место приват-доцента богословия в Боннском университете Фридриха-Вильгельма. В 1887 году занял, получив звание профессора, кафедры Нового Завета и практического богословия в Страсбургском университете, став также проповедником в нём. В 1896 году основал издание Monatsschrift für Gottesdienst und kirchliche Kunst. В 1901/1902 учебном году был ректором Страсбургского университета. В 1918 году перешёл на факультет практического богословия в Гёттингенский университет.
Богословские интересы Шпитты касались различных вопросов, в том числе практического богословия, литургии и гимнологии. Главные труды: «Der Brief des Julius Africanus an Aristides» (Галле, 1877); «Der zweite Brief des Petrus und der Brief des Judas» (1885); «Die Offenbarung des Johannes» (1889); «Die Apostelgeschichte, ihre Quellen und deren geschichtlicher Wert» (1891); «Zur Geschichte und Litteratur des Urchristentum» (1893—1896); сборник проповедей (1891) и так далее.